# Contrôle technique des véhicules automobiles en France
Pour les articles homonymes, voir Contrôle.
Pour un article plus général, voir Contrôle technique des véhicules automobiles.

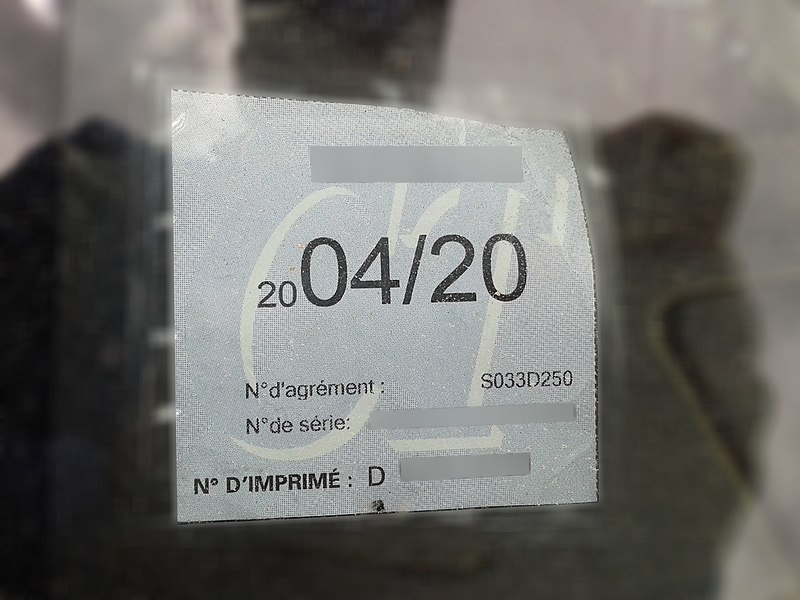
Vignette du contrôle technique, apposée sur un pare-brise sur le bord inférieur droit.

Le contrôle technique périodique des véhicules légers en France est obligatoire depuis le 1er janvier 1992.
Il est rendu obligatoire par la Loi codifiée à l'article L.323-1 du Code de la route.
Plusieurs textes réglementaires viennent compléter la loi, les articles R.323-1 à R.323-26, et un arrêté du 18 juin 1991, modifié par plusieurs arrêtés successifs, eux-mêmes encadré par la directive européenne 2014/45/UE sur le contrôle technique.
Depuis le décret no 91-1021 du 4 octobre 1991, l'Organisme technique central est délégué à l'UTAC sous le nom d'UTAC OTC.

## Histoire, législation et règlementation française
En 1985 le gouvernement prend la décision de mettre en place un contrôle technique obligatoire uniquement en cas de transaction de véhicule de plus de 5 ans entre particuliers.
En 1992 apparaît le contrôle technique périodique obligatoire tel qu'on le connaît aujourd'hui. Les points de contrôle sont élargis, il concerne les véhicules âgés de plus de cinq ans et la durée de sa validité est fixée initialement à 2 ans pour les véhicules utilitaires légers et 3 ans pour les voitures de particuliers.
L'arrêté du 18 juin 1991 relatif à la mise en place et à l’organisation du contrôle technique des véhicules dont le poids n’excède pas 3,5 tonnes est l'un des premiers arrêtés français relatif à l’organisation du contrôle technique de ces véhicules.
L’arrêté du 27 février 1997 modifiant l'arrêté du 30 septembre 1975 relatif à l'évacuation des véhicules en panne ou accidentés prend en compte la directive 96/96/CE du Conseil du 20 décembre 1996 concernant le rapprochement des législations des États membres relatives au contrôle technique des véhicules à moteur et de leurs remorques et abrogeant la directive 77/143/CEE du 29 décembre 1976 modifiée.
Différents éléments entrent dans la législation et réglementation française :
- article L.323-1 du code de la route (dernière modification par Loi n°2019-1428 du 24 décembre 2019)
- article R. 311-1 du code de la route
- arrêté du 17 avril 2000
- arrêtés des 8 juin et 27 juillet 2001
- arrêté du 15 janvier 2002
- arrêté du 17 novembre 2003
- arrêté du 17 octobre 2005
- arrêté du 13 octobre 2006
- arrêté du 19 janvier 2007
- arrêté du 14 octobre 2009
- arrêté du 26 janvier 2010
- arrêté du 23 février 2010
- arrêté du 16 juillet 2010
- arrêté du 27 octobre 2010
- arrêté du 18 février 2011
- arrêté du 9 juin 2011
- arrêté du 15 janvier 2013
- arrêté du 1er aout 2013 qui prend en compte la directive 2009/40/CE du Parlement européen et du Conseil du 6 mai 2009 relative au contrôle technique des véhicules à moteur et de leurs remorques et la directive 2010/48/UE de la Commission du 5 juillet 2010 adaptant au progrès technique la directive 2009/40/CE du Parlement européen et du Conseil relative au contrôle technique des véhicules à moteur et de leurs remorques[4].
- arrêté du 15 septembre 2016
- arrêté du 2 mars 2017
- arrêté du 4 septembre 2017 applicables au 20 mai 2018 prend en compte la directive 2014/45/UE du Parlement européen et du Conseil du 3 avril 2014 relative au contrôle technique périodique des véhicules à moteur et de leurs remorques, et abrogeant la directive 2009/40/CE[5]
- arrêté du 15 janvier 2018
- arrêté du 13 juillet 2018

## Véhicules concernés
Véhicules concernésSelon l'article R. 311-1 du code de la route, sont concernés par le contrôle périodique obligatoire les véhicules des catégories M1 et N1 — véhicules à moteur ayant au moins quatre roues, d'un poids inférieur ou égal à 3,5 tonnes, conçus et construits pour le transport de personnes (M1) ou de marchandises (N1).
Véhicules exclusLes véhicules spéciaux des armées et ceux des corps diplomatiques ; les véhicules qui ne sont pas autorisés à circuler sur la voie publique (véhicules de rallye, de course sur circuit, etc.) ainsi que tous les véhicules de collection immatriculés avant le 1er janvier 1960.
Il est possible d'effectuer à tout moment un contrôle technique de façon volontaire (contrôle complet ou partiel). Ce contrôle ne peut entraîner de contre-visite et ne changera pas la date de validité du contrôle réglementaire. Comme un pré-contrôle réalisé dans un garage, le contrôle volontaire n'a aucune valeur réglementaire. Cependant il est réalisé par un professionnel du contrôle qui n'a pas d'intérêt financier à prescrire des réparations et peut donc être intéressant pour connaître l'état de son véhicule.

### Contrôles selon le type de véhicule
Le contrôle technique doit être effectué en respectant les règles suivantes :
PériodicitéLe premier contrôle doit être effectué dans les six mois qui précèdent la date du quatrième anniversaire de la première mise en circulation du véhicule. Ce contrôle doit être renouvelé ensuite tous les deux ans. La date limite du contrôle suivant est indiquée sur le certificat d'immatriculation par le biais d'un timbre autocollant et sur le procès-verbal. Il est à noter que la vignette affichée sur le pare-brise ne constitue pas une preuve légale du contrôle : elle permet simplement de faciliter la vérification pour les forces de l'ordre.
Les véhicules utilitaires légersrenseigné en genre CTTE (CamionneTTEs) ou VASP (Véhicules Automoteurs SPécialisés), sont soumis à une visite intermédiaire portant sur le contrôle de la pollution essence ou diesel. Cette visite obligatoire appelée "Visite Complémentaire" doit être réalisée dans les deux mois précédant la date anniversaire du contrôle initial. Son échéance est indiquée sur le rapport de contrôle. Il est à noter que les véhicules utilitaires dont le certificat d'immatriculation indique une carrosserie « HANDICAP » (handicapés), « CARAVANE » (camping car) ou « FG FUNER » (fourgon funéraire) sont exemptés de cette visite complémentaire pollution.
Les véhicules de collectionbénéficient d'un contrôle adapté pour tenir compte des particularités techniques du véhicule (le certificat d'immatriculation doit porter la mention « VÉHICULE DE COLLECTION »). Les contrôles techniques périodiques des véhicules de collection ont lieu à intervalles n'excédant pas cinq ans. Ils sont exemptés de la visite complémentaire pollution depuis début 2012.
Les véhicules de collection mis en circulation avant le 1er janvier 1960 sont exemptés de contrôle technique.
Les taxis et les véhicules de dépannage, ainsi que ceux utilisés pour les transports sanitaires ou pour l'enseignement de la conduitefont l'objet de contrôles complémentaires au contrôle de base avec des validités spécifiques (souvent un an),.
Les véhicules aménagés pour le transport d'handicapésdoivent comporter sur leur certificat d'immatriculation la mention « HANDICAP » censée « garantir la bonne conformité de la transformation notable du véhicule ». Depuis la réforme portant sur le contrôle technique de mai 2018 son absence est considérée comme un point de défaillance majeur.
Lors de la vente d'un véhicule de plus de quatre ans à un particulier, le vendeur doit remettre à l'acheteur un procès-verbal de contrôle de moins de six mois (ramené à deux mois si le procès-verbal mentionne une contre-visite). Cette obligation n'existe pas si le véhicule est vendu à un professionnel de l'automobile.
Le contrôle technique peut être effectué dans n'importe lequel des 6 300 centres agréés répartis sur l'ensemble du territoire français. Cependant, le contrôle technique des véhicules GPL, GNV, Hybrides, Électriques et des véhicules 4x4 nécessitent du matériel ou une formation particuliers (se renseigner avant le contrôle). De la même manière, la contre-visite peut également être effectuée dans n'importe quel centre agréé. Il n'y a pas donc d'obligation de retourner dans le centre qui a fait la visite initiale. Néanmoins, le procès-verbal initial doit être présenté au contrôleur afin de lui permettre de connaître les points à contrôler lors de la contre-visite.
La réglementation évolue régulièrement et certains défauts peuvent subitement entraîner une contre-visite. Par exemple, en 2011, pour limiter le trafic de véhicules volés, les points qui concernent le numéro de série (frappe à froid, plaque constructeur) sont passés en contre-visite.

## Coût
En France, le coût d'un contrôle technique est défini comme suit :
- des prix libres[14]

Le prix du contrôle technique est libre en France. Ce n'est pas le cas partout en Europe : de nombreux pays comme le Portugal, l'Espagne ou la Belgique, fixent en effet un prix régional ou national pour le contrôle technique.
- un prix moyen de 78,52 € en France

Selon le baromètre Simplauto en 2022, le prix moyen du contrôle technique est de 78,52 € en France. La fourchette s'étend de 45 € pour la ville la moins chère à 120 € pour la ville la plus chère. Le Loiret est le département où le contrôle technique est en moyenne le moins cher (67,14 €), tandis que les prix les plus élevés de France sont pratiqués en Haute-Savoie (99,32 €). L'étude révèle également que le prix moyen ne semble pas être influencé par les réseaux de contrôle technique, mais plutôt par la concurrence locale qui peut engendrer de grandes disparités.
Depuis le 8 octobre 2020, les tarifs des différents centres sont recensés sur https://prix-controle-technique.gouv.fr/, site internet régi par la DGCCRF .

## Centres agréés
Au 31 décembre 2023, on comptait 6 710 centres de contrôle technique en France.
Les contrôles doivent être réalisés dans des centres et par des contrôleurs titulaires d'un agrément préfectoral. Ces agréments sont obtenus après avoir prouvé que les matériels, l'organisation, la qualification obéissent à un cahier des charges précis. Les centres et les contrôleurs agréés font l'objet d'une surveillance serrée avec la réalisation d’audits qualité et technique annuels obligatoires réalisés par des organismes habilités et par des visites de surveillance régulière de l'administration (DREAL).
Depuis la modification de l'article L323-1 du code de la route — applicable au 26 décembre 2021 —, les fonctions de contrôleur ainsi que les autres fonctions exercées dans ces réseaux et installations sont exclusives de toute autre activité exercée dans la réparation ou le commerce automobile. Ils ne doivent donc avoir aucun lien avec le commerce ou la réparation automobile. De fait, les contrôleurs agréés ne peuvent procéder à aucun réglage, remise en état, ni même recommander de professionnel de la maintenance.

## Liste des points contrôlés
Le contrôle technique porte sur 9 fonctions (numérotée de 0 à 8) déclinées en 133 points de contrôle (dont 72 peuvent faire l'objet d'une contre-visite) et 410 défaillances. Les 9 fonctions contrôlées sont :
- 0 : Identification du véhicule
- 1 : Équipements de freinage
- 2 : Direction
- 3 : Visibilité
- 4 : Feux, dispositifs réfléchissants et équipements électriques (incluant les spécificités liées aux véhicules électriques et hybrides)
- 5 : Essieux, roues, pneus, suspension
- 6 : Châssis et accessoires du châssis (incluant les spécificités liées aux véhicules GPL/GNC et hydrogène)
- 7 : Autre matériel
- 8 : Nuisances

L'ensemble de l'arrêté, compilé des décrets applicables est téléchargeable sur le site de l'OTC. 
| Point | Défaut constatables | Niveau |
| --- | ------------------- | ------ |
| Fonction 0 : IDENTIFICATION DU VÉHICULE |                     |        |
| 0.1.1 - Plaques d'immatriculation |                     |        |
| 0.1.1.a.2 Plaque(s) manquante(s) ou, si mal fixée(s), elle(s) risque(nt) de tomber                                                                                   | Majeure             |        |
| 0.1.1.b.2 Inscription manquante ou illisible | Majeure             |        |
| 0.1.1.c.2 Ne correspond pas aux documents du véhicule | Majeure             |        |
| 0.1.1.d.2 Plaque non conforme | Majeure             |        |
| 0.2.1 - Numéro d'identification, de châssis ou de série du véhicule                                                                                                  |                     |        |
| 0.2.1.a.2 Manquant ou introuvable | Majeure             |        |
| 0.2.1.a.4 Manquant ou introuvable (Mineure) | Mineure             |        |
| 0.2.1.b.1 Légèrement différent du (des) document(s) du véhicule | Mineure             |        |
| 0.2.1.b.2 Incomplet, illisible, manifestement falsifié ou ne correspondant pas aux documents du véhicule                                                             | Majeure             |        |
| 0.2.1.c.1. Documents du véhicule illisibles ou comportant des imprécisions matérielles                                                                               | Mineure             |        |
| 0.2.1.d.1. Identification inhabituelle | Mineure             |        |
| 0.3.1 - Plaque constructeur |                     |        |
| 0.3.1.a.1. Manquant ou introuvable | Mineure             |        |
| 0.3.1.b.1. Numéro incomplet, illisible ou ne correspondant pas aux documents du véhicule                                                                             | Mineure             |        |
| 0.4.1 - État de présentation du véhicule |                     |        |
| 0.4.1.a.2 État du véhicule ne permettant pas la vérification des points de contrôle                                                                                  | Majeure             |        |
| 0.4.1.b.2 Non concordance de l'énergie avec le document d'identification                                                                                             | Majeure             |        |
| 0.4.1.c.2 Modification nécessitant une mise en conformité par rapport aux données du document d’identification                                                       | Majeure             |        |
| 0.5.1 - Conditions de contrôle |                     |        |
| 0.5.1.a.2 Panne du dispositif de contrôle du réglage des feux d’éclairage lors du contrôle                                                                           | Majeure             |        |
| 0.5.1.b.2 Panne du dispositif de contrôle de la pression de gonflage des pneumatiques lors du contrôle                                                               | Majeure             |        |
| 0.5.1.c.2 Panne du dispositif pour le contrôle du freinage et de la pesée lors du contrôle                                                                           | Majeure             |        |
| 0.5.1.d.2 Panne de l’appareil de contrôle de la symétrie de la suspension lors du contrôle                                                                           | Majeure             |        |
| 0.5.1.e.2 Panne du dispositif de contrôle du roulement lors du contrôle                                                                                              | Majeure             |        |
| 0.5.1.f.2 Panne du dispositif d’analyse des gaz d’échappement lors du contrôle                                                                                       | Majeure             |        |
| 0.5.1.g.2 Panne du dispositif de mesure de l’opacité des fumées lors du contrôle                                                                                     | Majeure             |        |
| 0.5.1.h.2 Panne du dispositif de diagnostic des systèmes embarqués de contrôle des émissions polluantes lors du contrôle                                             | Majeure             |        |
| 0.5.1.i.2 Panne du décéléromètre lors du contrôle | Majeure             |        |
| 0.5.1.j.2 Panne de l’outil de mesure de la résistance électrique lors du contrôle                                                                                    | Majeure             |        |
| 0.5.1.k.2 Panne du pont élévateur lors du contrôle | Majeure             |        |
| 0.5.1.l.2 Panne du système de levage auxiliaire lors du contrôle | Majeure             |        |
| 0.6.1 - Documents d'identification complémentaires |                     |        |
| 0.6.1.a.1 Absence du document d'identification complémentaire | Mineure             |        |
| 0.6.1.b.1 Non conformité du document d'identification complémentaire                                                                                                 | Mineure             |        |
| 0.6.1.b.2 Date limite de validité d'épreuve dépassée | Majeure             |        |
| 0.6.1.c.2 Non concordance entre le document d'identification complémentaire et le véhicule                                                                           | Majeure             |        |
| 0.6.1.d.1 Non concordance entre le document d'identification complémentaire et le document d'identification                                                          | Mineure             |        |
| Fonction 1 : FREINAGE |                     |        |
| 1.1.1 - Pivot de la pédale du frein de service |                     |        |
| 1.1.1.a.2 Pivot trop serré | Majeure             |        |
| 1.1.1.b.2 Usure fortement avancée ou jeu | Majeure             |        |
| 1.1.2 - Etat et course de la pédale du dispositif de freinage |                     |        |
| 1.1.2.a.2 Course trop grande, réserve de course insuffisante | Majeure             |        |
| 1.1.2.b.1 Dégagement du frein rendu difficile | Mineure             |        |
| 1.1.2.b.2 Dégagement du frein rendu difficile : fonctionnalité réduite                                                                                               | Majeure             |        |
| 1.1.2.c.2 Caoutchouc ou dispositif antidérapant de la pédale de frein manquant, mal fixé ou usé                                                                      | Majeure             |        |
| 1.1.2.c.4 Caoutchouc ou dispositif antidérapant de la pédale de frein manquant, mal fixé ou usé (Mineure)                                                            | Mineure             |        |
| 1.1.6 - Commande de frein de stationnement |                     |        |
| 1.1.6.a.2 Verrouillage insuffisant | Majeure             |        |
| 1.1.6.b.1 Usure au niveau de l’axe du levier ou du mécanisme du levier à cliquet                                                                                     | Mineure             |        |
| 1.1.6.b.2 Usure excessive au niveau de l’axe du levier ou du mécanisme du levier à cliquet                                                                           | Majeure             |        |
| 1.1.6.c.2 Course trop longue (réglage incorrect) | Majeure             |        |
| 1.1.6.d.2 Actionneur manquant, endommagé ou ne fonctionnant pas | Majeure             |        |
| 1.1.6.e.2 Mauvais fonctionnement, signal avertisseur indiquant un dysfonctionnement                                                                                  | Majeure             |        |
| 1.1.10 - Dispositif de freinage assisté, maître cylindre (systèmes hydrauliques)                                                                                     |                     |        |
| 1.1.10.a.2 Dispositif de freinage assisté défectueux | Majeure             |        |
| 1.1.10.a.3 Dispositif de freinage assisté défectueux : ne fonctionne pas                                                                                             | Critique            |        |
| 1.1.10.b.2 Maître-cylindre défectueux, mais freinage toujours opérant                                                                                                | Majeure             |        |
| 1.1.10.b.3 Maître-cylindre défectueux ou non étanche | Critique            |        |
| 1.1.10.c.2 Fixation insuffisante du maître-cylindre, mais frein toujours opérant                                                                                     | Majeure             |        |
| 1.1.10.c.3 Fixation insuffisante du maître-cylindre | Critique            |        |
| 1.1.10.c.5 Fixation insuffisante du maître-cylindre (Majeure) | Majeure             |        |
| 1.1.10.d.2 Niveau du liquide de frein sous la marque MIN | Majeure             |        |
| 1.1.10.d.3 Pas de liquide de frein visible | Critique            |        |
| 1.1.10.e.2 Réservoir du maître-cylindre détérioré | Majeure             |        |
| 1.1.10.f.1 Témoin du liquide des freins allumé ou défectueux | Mineure             |        |
| 1.1.10.g.1 Fonctionnement défectueux du dispositif avertisseur en cas de niveau insuffisant du liquide                                                               | Mineure             |        |
| 1.1.11 - Conduites rigides des freins |                     |        |
| 1.1.11.a.3 Risque imminent de défaillance ou de rupture | Critique            |        |
| 1.1.11.b.3 Manque d'étanchéité des conduites ou des raccords | Critique            |        |
| 1.1.11.c.2 Endommagement ou corrosion excessive | Majeure             |        |
| 1.1.11.c.3 Endommagement ou corrosion excessive affectant le fonctionnement des freins par blocage ou risque imminent de perte d'étanchéité                          | Critique            |        |
| 1.1.11.d.1 Conduites mal placées | Mineure             |        |
| 1.1.11.d.2 Conduites mal placées : risques d’endommagement | Majeure             |        |
| 1.1.12 - Flexibles de frein |                     |        |
| 1.1.12.a.3 Risque imminent de défaillance ou de rupture | Critique            |        |
| 1.1.12.b.1 Endommagement, points de friction, flexibles torsadés ou trop courts                                                                                      | Mineure             |        |
| 1.1.12.b.2 Flexibles endommagés ou frottant contre une autre pièce                                                                                                   | Majeure             |        |
| 1.1.12.c.3 Manque d’étanchéité des flexibles ou des raccords | Critique            |        |
| 1.1.12.d.2 Gonflement excessif des flexibles | Majeure             |        |
| 1.1.12.d.3 Gonflement excessif des flexibles : tresse altérée | Critique            |        |
| 1.1.12.e.2 Flexibles poreux | Majeure             |        |
| 1.1.12.f.2 Flexibles mal placés | Majeure             |        |
| 1.1.13 - Garnitures ou plaquettes de frein |                     |        |
| 1.1.13.a.1 Usure importante | Mineure             |        |
| 1.1.13.a.2 Usure excessive (marque minimale atteinte) | Majeure             |        |
| 1.1.13.a.3 Usure excessive (marque minimale non visible) | Critique            |        |
| 1.1.13.b.2 Garnitures encrassées par de l’huile, de la graisse, etc.                                                                                                 | Majeure             |        |
| 1.1.13.b.3 Garnitures encrassées par de l’huile, de la graisse, etc. : performances de freinage réduites                                                             | Critique            |        |
| 1.1.13.c.3 Garnitures ou plaquettes absentes ou mal montées | Critique            |        |
| 1.1.13.d.1 Faisceau électrique du témoin d’usure déconnecté ou détérioré                                                                                             | Mineure             |        |
| 1.1.14 - Tambours de freins, disques de frein |                     |        |
| 1.1.14.a.1 Disque ou tambour légèrement usé | Mineure             |        |
| 1.1.14.a.2 Disque ou tambour usé | Majeure             |        |
| 1.1.14.a.3 Disque ou tambour excessivement usé, excessivement rayé, fissuré, mal fixé ou cassé                                                                       | Critique            |        |
| 1.1.14.b.2 Tambours ou disques encrassés par de l’huile, de la graisse, etc                                                                                          | Majeure             |        |
| 1.1.14.b.3 Tambours ou disques encrassés par de l’huile, de la graisse, etc. : performances de freinage réduites                                                     | Critique            |        |
| 1.1.14.b.4 Tambours ou disques encrassés par de l’huile, de la graisse, etc (Mineure)                                                                                | Mineure             |        |
| 1.1.14.c.3 Absence de tambour ou de disque | Critique            |        |
| 1.1.14.d.2 Plateau mal fixé | Majeure             |        |
| 1.1.15 - Câbles de freins, timonerie |                     |        |
| 1.1.15.a.2 Câbles endommagés ou flambage | Majeure             |        |
| 1.1.15.a.3 Câbles endommagés ou flambage : performances de freinage réduite                                                                                          | Critique            |        |
| 1.1.15.b.2 Usure ou corrosion fortement avancée | Majeure             |        |
| 1.1.15.b.3 Usure ou corrosion fortement avancée de l’élément : performances de freinage réduites                                                                     | Critique            |        |
| 1.1.15.c.2 Défaut des jonctions de câbles ou de tringles de nature à compromettre la sécurité                                                                        | Majeure             |        |
| 1.1.15.d.2 Fixation des câbles défectueuse | Majeure             |        |
| 1.1.15.e.2 Entrave du mouvement du système de freinage | Majeure             |        |
| 1.1.15.f.2 Mouvement anormal de la timonerie à la suite d’un mauvais réglage ou d’une usure excessive                                                                | Majeure             |        |
| 1.1.16 - Cylindres ou étriers de freins |                     |        |
| 1.1.16.a.2 - Cylindre ou étrier fissuré ou endommagé | Majeure             |        |
| 1.1.16.a.3 - Cylindre ou étrier fissuré ou endommagé : performances de freinage réduites                                                                             | Critique            |        |
| 1.1.16.b.1 - Défaut mineur d’étanchéité | Mineure             |        |
| 1.1.16.b.2 - Étanchéité insuffisante | Majeure             |        |
| 1.1.16.b.3 - Étanchéité insuffisante : performances de freinage réduites                                                                                             | Critique            |        |
| 1.1.16.c.2 - Défaut du cylindre ou de l'étrier ou actionneur mal monté compromettant la sécurité                                                                     | Majeure             |        |
| 1.1.16.c.3 - Défaut du cylindre ou de l'étrier ou actionneur mal monté compromettant la sécurité : performances de freinage réduites                                 | Critique            |        |
| 1.1.16.d.2 Corrosion excessive | Majeure             |        |
| 1.1.16.d.3 Corrosion excessive : risque de fissure | Critique            |        |
| 1.1.16.d.4 Corrosion excessive (Mineure) | Mineure             |        |
| 1.1.16.d.5 Corrosion excessive : risque de fissure (Majeure) | Majeure             |        |
| 1.1.16.f.1 Capuchon anti-poussière endommagé | Mineure             |        |
| 1.1.16.f.2 Capuchon anti-poussière manquant ou excessivement endommagé                                                                                               | Majeure             |        |
| 1.1.17 - Correcteur automatique de freinage |                     |        |
| 1.1.17.a.2 Liaison défectueuse | Majeure             |        |
| 1.1.17.b.2 Mauvais réglage de la liaison | Majeure             |        |
| 1.1.17.c.2 Valve grippée ou inopérante ou défaut d’étanchéité (l’ABS fonctionne)                                                                                     | Majeure             |        |
| 1.1.17.c.3 Valve grippée ou inopérante ou défaut d’étanchéité | Critique            |        |
| 1.1.17.d.3 Valve manquante (si requise) | Critique            |        |
| 1.1.17.f.1 Données illisibles ou non conformes aux exigences | Mineure             |        |
| 1.1.21 - Système de freinage complet |                     |        |
| 1.1.21.a.2 Dispositifs endommagés extérieurement ou présentant une corrosion excessive qui porte atteinte au système de freinage                                     | Majeure             |        |
| 1.1.21.a.3 Dispositifs endommagés extérieurement ou présentant une corrosion excessive qui porte atteinte au système de freinage : performances de freinage réduites | Critique            |        |
| 1.1.21.c.2 Défaut de tout élément de nature à compromettre la sécurité ou élément mal monté                                                                          | Majeure             |        |
| 1.1.21.d.2 Modification dangereuse d’un élément | Majeure             |        |
| 1.1.21.d.3 Modification dangereuse d’un élément : performances de freinage réduites                                                                                  | Critique            |        |
| 1.2.1 - Performances du frein de service |                     |        |
| 1.2.1.a.2 Freinage insuffisant sur une ou plusieurs roues | Majeure             |        |
| 1.2.1.a.3 Freinage inexistant sur une ou plusieurs roues | Critique            |        |
| 1.2.1.b.1 Déséquilibre | Mineure             |        |
| 1.2.1.b.2 Déséquilibre notable | Majeure             |        |
| 1.2.1.b.3 Déséquilibre important sur l’essieu directeur | Critique            |        |
| 1.2.1.c.2 Freinage non modérable | Majeure             |        |
| 1.2.1.d.2 Temps de réponse trop long sur l’une des roues | Majeure             |        |
| 1.2.1.e.2 Fluctuation excessive de la force de freinage pendant chaque tour de roue.                                                                                 | Majeure             |        |
| 1.2.2 - Efficacité du frein de service |                     |        |
| 1.2.2.a.2 Efficacité insuffisante | Majeure             |        |
| 1.2.2.a.3 Efficacité inférieure à 50% de la valeur limite | Critique            |        |
| 1.3.1 - Performances du frein de secours |                     |        |
| 1.3.1.a.2 Effort de freinage insuffisant sur une ou plusieurs roues                                                                                                  | Majeure             |        |
| 1.3.1.a.3 Effort de freinage inexistant sur une ou plusieurs roues                                                                                                   | Critique            |        |
| 1.3.1.b.2 Déséquilibre notable | Majeure             |        |
| 1.3.1.b.3 Déséquilibre important sur l’essieu directeur | Critique            |        |
| 1.3.1.c.2 Freinage non modérable | Majeure             |        |
| 1.3.2 - Efficacité du frein de secours |                     |        |
| 1.3.2.a.2 Efficacité insuffisante | Majeure             |        |
| 1.3.2.a.3 Efficacité inférieure à 50% de la valeur limite | Critique            |        |
| 1.4.1 - Performances du frein de stationnement |                     |        |
| 1.4.1.a.2 Frein inopérant d’un côté | Majeure             |        |
| 1.4.2 - Efficacité du frein de stationnement |                     |        |
| 1.4.2.a.2 Efficacité insuffisante | Majeure             |        |
| 1.4.2.a.3 Efficacité inférieure à 50% de la valeur limite | Critique            |        |
| 1.6.1 - Système antiblocage (ABS) |                     |        |
| 1.6.1.a.2 Mauvais fonctionnement du dispositif d’alerte | Oui                 |        |
| 1.6.1.b.2 Le dispositif d’alerte indique un mauvais fonctionnement du système                                                                                        | Majeure             |        |
| 1.6.1.c.2 Capteur de vitesse de roue manquant ou endommagé | Majeure             |        |
| 1.6.1.d.2 Câblage endommagé | Majeure             |        |
| 1.6.1.e.2 Autres composants manquants ou endommagés | Majeure             |        |
| 1.6.1.f.2 Le système signale une défaillance via l’interface électronique du véhicule                                                                                | Majeure             |        |
| 1.8.1 - Liquide de frein |                     |        |
| 1.8.1.a.2 Liquide de frein contaminé ou sédimenté | Majeure             |        |
| 1.8.1.a.3 Liquide de frein contaminé ou sédimenté : risque imminent de défaillance                                                                                   |                     |        |
| Fonction 2 : DIRECTION |                     |        |
| Angles, ripage avant |                     |        |
| Écart important d'angles de braquage | Non                 |        |
| Ripage excessif | Non                 |        |
| Volant de direction |                     |        |
| Détérioration et/ou anomalie de fixation | Non                 |        |
| Jeu mineur et/ou point dur aux braquages | Non                 |        |
| Jeux important aux braquages | Oui                 |        |
| Antivol de direction |                     |        |
| Détérioration | Non                 |        |
| Colonne de direction (y compris ses accouplements) |                     |        |
| Mauvais état | Non                 |        |
| Jeu excessif et/ou mauvaise fixation | Non                 |        |
| Contrôle impossible | Non                 |        |
| Crémaillère, boîtier de direction |                     |        |
| Jeu anormal | Non                 |        |
| Détérioration et/ou anomalie de fixation | Oui                 |        |
| Défaut d'étanchéité | Non                 |        |
| Contrôle impossible | Oui                 |        |
| Billette, timonerie de direction |                     |        |
| Détérioration importante | Oui                 |        |
| Frottement anormal | Non                 |        |
| Contrôle impossible | Oui                 |        |
| Rotule, articulation de direction |                     |        |
| Jeu excessif et/ou détérioration importante | Oui                 |        |
| Protection défectueuse | Non                 |        |
| Mauvaise fixation | Oui                 |        |
| Contrôle impossible | Oui                 |        |
| Relais de direction |                     |        |
| Mauvais état | Non                 |        |
| Jeu excessif et/ou mauvaise fixation | Oui                 |        |
| Contrôle impossible | Oui                 |        |
| Système d'assistance de direction |                     |        |
| Mauvais état et/ou anomalie de fixation | Non                 |        |
| Anomalie de fonctionnement | Oui                 |        |
| Défaut d'étanchéité | Oui                 |        |
| Contrôle impossible |                     |        |
| Fonction 3 : VISIBILITÉ |                     |        |
| Pare-brise |                     |        |
| Mauvais état | Non                 |        |
| Fissure et/ou visibilité insuffisante | Oui                 |        |
| Mauvaise fixation | Non                 |        |
| Absence | Oui                 |        |
| Autre vitrage |                     |        |
| Visibilité insuffisante | Oui                 |        |
| Mauvaise fixation | Non                 |        |
| Absence | Non                 |        |
| Rétroviseur |                     |        |
| Visibilité insuffisante | Oui                 |        |
| Mauvais état et/ou anomalie de fixation | Oui                 |        |
| Absence (hormis rétroviseur droit pour véhicules de collection) | Oui                 |        |
| Commande de rétroviseur extérieur |                     |        |
| Non fonctionnement | Non                 |        |
| Essuie-glace avant |                     |        |
| Mauvais état | Non                 |        |
| Absence ou non fonctionnement | Oui                 |        |
| Lave-glace avant |                     |        |
| Non fonctionnement | Non                 |        |
| Système de désembuage |                     |        |
| Anomalie de fonctionnement | Non                 |        |
| Fonction 4 : ÉCLAIRAGE, SIGNALISATION |                     |        |
| Feu de croisement |                     |        |
| Réglage trop bas | Non                 |        |
| Réglage trop haut et/ou faisceau non-conforme | Oui                 |        |
| Réglage anormalement bas | Oui                 |        |
| Couleur d'éclairage modifiée et/ou symétrie blanc ou jaune non respectée                                                                                             | Oui                 |        |
| Détérioration mineure de la glace et/ou du réflecteur | Non                 |        |
| Absence ou détérioration importante de la glace et/ou du réflecteur                                                                                                  | Oui                 |        |
| Anomalie de fonctionnement | Oui                 |        |
| Anomalie de fixation et/ou de positionnement | Oui                 |        |
| Feu de route |                     |        |
| Couleur d'éclairage modifiée et/ou symétrie blanc ou jaune non respectée                                                                                             | Oui                 |        |
| Détérioration mineure de la glace et/ou du réflecteur | Non                 |        |
| Absence ou détérioration importante de la glace et/ou du réflecteur                                                                                                  | Oui                 |        |
| Anomalie de fonctionnement | Oui                 |        |
| Anomalie de fixation et/ou de positionnement | Oui                 |        |
| Feu antibrouillard avant |                     |        |
| Réglage trop haut | Non                 |        |
| Couleur d'éclairage modifiée et/ou symétrie blanc ou jaune non respectée                                                                                             | Non                 |        |
| Absence ou mauvais état | Non                 |        |
| Anomalie de fonctionnement | Non                 |        |
| Mauvaise fixation | Non                 |        |
| Feu additionnel |                     |        |
| Couleur d'éclairage modifiée et/ou symétrie blanc ou jaune non respectée                                                                                             | Non                 |        |
| Absence ou mauvais état | Oui                 |        |
| Anomalie de fonctionnement | Non                 |        |
| Mauvaise fixation | Non                 |        |
| Feu de position |                     |        |
| Couleur de signalisation modifiée | Oui                 |        |
| Détérioration mineure | Non                 |        |
| Absence ou détérioration importante | Oui                 |        |
| Anomalie de fonctionnement | Oui                 |        |
| Anomalie de fixation et/ou de positionnement | Oui                 |        |
| Feu indicateur de direction (y compris répétiteurs) |                     |        |
| Couleur de signalisation modifiée | Oui                 |        |
| Détérioration mineure | Non                 |        |
| Absence ou détérioration importante | Oui                 |        |
| Anomalie de fonctionnement | Oui                 |        |
| Anomalie de fixation et/ou de positionnement | Oui                 |        |
| Signal de détresse |                     |        |
| Anomalie de fonctionnement ou absence de commande | Oui                 |        |
| Feu stop |                     |        |
| Couleur de signalisation modifiée | Oui                 |        |
| Détérioration mineure | Non                 |        |
| Absence ou détérioration importante | Oui                 |        |
| Anomalie de fonctionnement | Oui                 |        |
| Anomalie de fixation et/ou de positionnement | Oui                 |        |
| Troisième feu stop |                     |        |
| Couleur de signalisation modifiée | Oui                 |        |
| Détérioration mineure | Non                 |        |
| Absence ou détérioration importante | Oui                 |        |
| Anomalie de fonctionnement | Oui                 |        |
| Anomalie de fixation ou de positionnement | Oui                 |        |
| Feu de plaque arrière |                     |        |
| Couleur de signalisation modifiée | Oui                 |        |
| Détérioration mineure | Non                 |        |
| Détérioration importante | Oui                 |        |
| Éclairage partiel de la plaque | Non                 |        |
| Absence d'éclairage de la plaque | Oui                 |        |
| Mauvaise fixation | Oui                 |        |
| Feu de brouillard arrière |                     |        |
| Mauvais état et/ou couleur de signalisation modifiée | Non                 |        |
| Anomalie de fonctionnement | Non                 |        |
| Mauvaise fixation | Non                 |        |
| Absence ou non fonctionnement du feu gauche | Non                 |        |
| Feu de recul |                     |        |
| Mauvais état et/ou couleur de signalisation modifiée | Non                 |        |
| Anomalie de fonctionnement | Non                 |        |
| Absence ou mauvaise fixation | Non                 |        |
| Feu de gabarit |                     |        |
| Mauvais état et/ou couleur de signalisation | Non                 |        |
| Anomalie de fonctionnement | Non                 |        |
| Absence ou mauvaise fixation | Non                 |        |
| Catadioptre arrière |                     |        |
| Couleur de signalisation modifiée | Oui                 |        |
| Détérioration mineure | Non                 |        |
| Absence ou détérioration importante | Oui                 |        |
| Mauvaise fixation | Oui                 |        |
| Catadioptre latéral (véhicule de plus de 6 mètres) |                     |        |
| Couleur de signalisation modifiée | Oui                 |        |
| Détérioration mineure | Non                 |        |
| Absence ou détérioration importante | Oui                 |        |
| Mauvaise fixation | Oui                 |        |
| Triangle de présignalisation (en l'absence de feux de détresse) |                     |        |
| Mauvais état | Non                 |        |
| Absence | Non                 |        |
| Contrôle impossible | Non                 |        |
| Témoin de feux de route |                     |        |
| Non fonctionnement | Non                 |        |
| Témoin de signal de détresse |                     |        |
| Non fonctionnement | Non                 |        |
| Témoin de feux de brouillard arrière |                     |        |
| Non fonctionnement | Non                 |        |
| Commande d'éclairage et de signalisation |                     |        |
| Détérioration et/ou mauvaise fixation | Non                 |        |
| Témoin indicateur de direction |                     |        |
| Absence ou non fonctionnement | Non                 |        |
| Faisceau électrique |                     |        |
| Mauvais état | Non                 |        |
| Mauvaise fixation | Non                 |        |
| Fonction 5 : LIAISON AU SOL |                     |        |
| Suspension |                     |        |
| Anomalie importante de fonctionnement | Oui                 |        |
| Dissymétrie importante | Non                 |        |
| Ressort, barre de torsion (y compris ancrages) |                     |        |
| Fissure, cassure | Oui                 |        |
| Mauvaise fixation | Non                 |        |
| Contrôle impossible | Oui                 |        |
| Mauvaise fixation | Non                 |        |
| Amortisseur (y compris ancrages) |                     |        |
| Détérioration importante | Non                 |        |
| Corrosion perforante et/ou fissure/cassure | Oui                 |        |
| Protection défectueuse | Non                 |        |
| Mauvaise fixation | Non                 |        |
| Défaut d'étanchéité | Oui                 |        |
| Absence | Oui                 |        |
| Contrôle impossible | Oui                 |        |
| Roulement de roue |                     |        |
| Jeu excessif | Oui                 |        |
| Bruit anormal | Non                 |        |
| Demi-train avant (y compris ancrage) |                     |        |
| Jeu mineur rotule et/ou articulation | Non                 |        |
| Jeu important ou anormal rotule et/ou articulation | Oui                 |        |
| Corrosion importante | Non                 |        |
| Corrosion perforante et/ou fissure/cassure | Oui                 |        |
| Déformation importante | Oui                 |        |
| Protection rotule défectueuse | Non                 |        |
| Mauvaise fixation | Non                 |        |
| Demi-train arrière (y compris ancrage) |                     |        |
| Jeu mineur rotule et/ou articulation | Non                 |        |
| Jeu important ou anormal rotule et/ou articulation | Oui                 |        |
| Corrosion importante | Non                 |        |
| Corrosion perforante et/ou fissure/cassure | Oui                 |        |
| Déformation importante | Oui                 |        |
| Protection rotule défectueuse | Non                 |        |
| Mauvaise fixation | Non                 |        |
| Barre stabilisatrice (y compris ancrage) |                     |        |
| Déformation importante | Non                 |        |
| Fissure, cassure | Oui                 |        |
| Mauvaise fixation/liaison (y compris silent-blocs et/ou articulations)                                                                                               | Non                 |        |
| Circuit de suspension (y compris accumulateurs) |                     |        |
| Mauvais état | Non                 |        |
| Mauvaise fixation | Non                 |        |
| Fuite | Oui                 |        |
| Contrôle impossible | Non                 |        |
| Essieu rigide (y compris ancrages) |                     |        |
| Corrosion importante | Non                 |        |
| Déformation importante | Oui                 |        |
| Corrosion perforante et/ou fissure/cassure | Oui                 |        |
| Mauvaise fixation | Non                 |        |
| Roue |                     |        |
| Détérioration importante de la jante | Oui                 |        |
| Résistance anormale à la rotation | Oui                 |        |
| Frottement(s) sur carrosserie et/ou élément(s) mécanique(s) | Oui                 |        |
| Mauvaise fixation | Oui                 |        |
| Montage inadapté de la jante | Non                 |        |
| Montage inadapté du pneumatique | Non                 |        |
| Pneumatique |                     |        |
| Déformation ou coupure profonde | Oui                 |        |
| Présence d'un corps étranger | Non                 |        |
| Usure irrégulière | Non                 |        |
| Usure importante et/ou différence importante d'usure sur l'essieu | Oui                 |        |
| Marquages illisibles ou absence d'indicateur d'usure | Oui                 |        |
| Dimensions inadaptées | Oui                 |        |
| Indices de vitesse inadaptés | Non                 |        |
| Pression anormale | Non                 |        |
| Structures et/ou catégories d'utilisation différentes sur l'essieu                                                                                                   | Oui                 |        |
| Fonction 6 : STRUCTURE, CARROSSERIE |                     |        |
| Longeron, brancard |                     |        |
| Corrosion | Non                 |        |
| Corrosion perforante et/ou fissure/cassure | Non                 |        |
| Déformation mineure | Non                 |        |
| Déformation importante | Non                 |        |
| Mauvaise fixation/liaison | Non                 |        |
| Contrôle impossible | Non                 |        |
| Traverse |                     |        |
| Corrosion | Non                 |        |
| Corrosion perforante et/ou fissure/cassure | Non                 |        |
| Déformation mineure | Non                 |        |
| Déformation importante | Non                 |        |
| Mauvaise fixation/liaison | Non                 |        |
| Contrôle impossible | Non                 |        |
| Plancher |                     |        |
| Corrosion | Non                 |        |
| Corrosion perforante et/ou fissure/cassure | Non                 |        |
| Déformation mineure | Non                 |        |
| Déformation importante | Non                 |        |
| Mauvaise fixation/liaison | Non                 |        |
| Contrôle impossible | Non                 |        |
| Berceau |                     |        |
| Corrosion | Non                 |        |
| Corrosion perforante et/ou fissure/cassure | Non                 |        |
| Déformation mineure | Non                 |        |
| Déformation importante | Non                 |        |
| Mauvaise fixation/liaison | Non                 |        |
| Contrôle impossible | Non                 |        |
| Passage de roue, pieds montants avant et arrière |                     |        |
| Corrosion | Non                 |        |
| Corrosion perforante et/ou fissure | Non                 |        |
| Déformation mineure | Non                 |        |
| Déformation importante | Non                 |        |
| Mauvaise fixation/liaison | Non                 |        |
| Contrôle impossible | Non                 |        |
| Bas de caisse, pied milieu |                     |        |
| Corrosion | Non                 |        |
| Corrosion perforante et/ou fissure/cassure | Non                 |        |
| Déformation mineure | Non                 |        |
| Déformation importante | Non                 |        |
| Mauvaise fixation/liaison | Non                 |        |
| Contrôle impossible | Non                 |        |
| Infrastructure, soubassement |                     |        |
| Corrosion multiple | Non                 |        |
| Corrosion perforante multiple et/ou fissure/cassure multiple | Non                 |        |
| Contrôle impossible | Non                 |        |
| Porte latérale |                     |        |
| Détérioration importante | Non                 |        |
| Partie saillante | Oui                 |        |
| Mauvais fonctionnement | Non                 |        |
| Ouverture impossible et/ou intempestive | Oui                 |        |
| Mauvais état des ancrages | Non                 |        |
| Porte arrière, hayon |                     |        |
| Détérioration importante | Non                 |        |
| Partie saillante | Oui                 |        |
| Mauvais fonctionnement | Non                 |        |
| Ouverture impossible et/ou intempestive | Oui                 |        |
| Mauvais état des ancrages | Non                 |        |
| Capot |                     |        |
| Détérioration importante | Non                 |        |
| Partie saillante | Oui                 |        |
| Mauvais fonctionnement | Non                 |        |
| Ouverture impossible et/ou intempestive | Oui                 |        |
| Mauvais état des ancrages | Non                 |        |
| Aile |                     |        |
| Détérioration importante | Non                 |        |
| Partie saillante | Oui                 |        |
| Mauvaise fixation | Non                 |        |
| Pare-chocs, bouclier |                     |        |
| Détérioration importante | Non                 |        |
| Partie saillante | Oui                 |        |
| Mauvaise fixation | Non                 |        |
| Pare-boue, protection sous moteur |                     |        |
| Anomalie de fixation et/ou mauvais état | Non                 |        |
| Caisse fixée sur le châssis |                     |        |
| Corrosion | Non                 |        |
| Corrosion perforante et/ou fissure/cassure | Non                 |        |
| Déformation mineure | Non                 |        |
| Déformation importante | Non                 |        |
| Mauvaise fixation/liaison | Non                 |        |
| Superstructure, carrosserie (sauf ailes et ouvrants) |                     |        |
| Corrosion | Non                 |        |
| Corrosion perforante et/ou fissure/cassure | Non                 |        |
| Déformation importante et/ou mauvaise fixation/liaison | Non                 |        |
| Partie saillante | Oui                 |        |
| Anti-encastrement, protection latérale |                     |        |
| Détérioration importante et/ou mauvaise fixation/liaison | Non                 |        |
| Fonction 7 : ÉQUIPEMENTS |                     |        |
| Siège |                     |        |
| Détérioration importante | Non                 |        |
| Mauvaise fixation | Oui                 |        |
| Contrôle impossible | Oui                 |        |
| Essai non réalisé | Non                 |        |
| Ceinture |                     |        |
| Détérioration importante et/ou anomalie de fixation | Oui                 |        |
| Mauvais fonctionnement | Oui                 |        |
| Absence si obligatoire (hormis pour véhicules de collection) | Oui                 |        |
| Contrôle impossible | Oui                 |        |
| Essai non réalisé | Non                 |        |
| Avertisseur sonore et sa commande |                     |        |
| Non fonctionnement | Oui                 |        |
| Mauvaise fixation | Non                 |        |
| Batterie |                     |        |
| Détérioration | Non                 |        |
| Mauvaise fixation | Non                 |        |
| Contrôle impossible | Non                 |        |
| Support roue de secours |                     |        |
| Mauvaise fixation | Non                 |        |
| Dispositif d'attelage |                     |        |
| Anomalie de fixation et/ou détérioration importante | Non                 |        |
| Dispositif antivol |                     |        |
| Détérioration | Non                 |        |
| Détérioration importante | Oui                 |        |
| Indicateur de vitesse |                     |        |
| Mauvais état | Non                 |        |
| Coussin gonflable |                     |        |
| Détérioration et/ou témoin de mauvais fonctionnement allumé | Non                 |        |
| Fonction 8 : ORGANES MÉCANIQUES |                     |        |
| Moteur |                     |        |
| Mauvaise fixation | Non                 |        |
| Défaut d'étanchéité | Non                 |        |
| Contrôle impossible | Non                 |        |
| Boîte |                     |        |
| Mauvaise fixation | Non                 |        |
| Défaut d'étanchéité | Non                 |        |
| Contrôle impossible | Non                 |        |
| Pont, boîte de transfert |                     |        |
| Mauvaise fixation | Non                 |        |
| Défaut d'étanchéité | Non                 |        |
| Contrôle impossible | Non                 |        |
| Transmission (y compris accouplement(s)) |                     |        |
| Détérioration importante | Non                 |        |
| Jeu important | Non                 |        |
| Mauvaise fixation | Non                 |        |
| Soufflet défectueux | Non                 |        |
| Absence | Non                 |        |
| Circuit de carburant |                     |        |
| Mauvais état | Non                 |        |
| Mauvaise fixation | Non                 |        |
| Fuite | Oui                 |        |
| Contrôle impossible | Oui                 |        |
| Réservoir de carburant |                     |        |
| Mauvais état | Non                 |        |
| Mauvaise fixation | Oui                 |        |
| Défaut d'étanchéité | Oui                 |        |
| Contrôle impossible | Oui                 |        |
| Carburateur, système d'injection |                     |        |
| Fuite | Oui                 |        |
| Pompe d'alimentation de carburant |                     |        |
| Fuite | Oui                 |        |
| Mauvaise fixation | Non                 |        |
| Batteries de traction |                     |        |
| Mauvais état du coffre à batterie | Non                 |        |
| Mauvaise fixation | Oui                 |        |
| Défaut d'étanchéité | Oui                 |        |
| Collecteur d'échappement |                     |        |
| Détérioration importante | Non                 |        |
| Mauvaise fixation | Non                 |        |
| Fuite importante | Oui                 |        |
| Canalisation d'échappement |                     |        |
| Détérioration importante | Non                 |        |
| Mauvaise fixation | Oui                 |        |
| Fuite importante | Oui                 |        |
| Silencieux d'échappement |                     |        |
| Détérioration importante | Non                 |        |
| Mauvaise fixation | Oui                 |        |
| Fuite importante | Oui                 |        |
| Absence du silencieux ou de l'embout | Oui                 |        |
| Fonction 9 : POLLUTION, NIVEAU SONORE |                     |        |
| Teneur en CO et valeurs de la sonde lambda, des gaz d'échappement |                     |        |
| Teneur en CO excessive | Oui                 |        |
| Valeur du lambda excessive ou insuffisante | Oui                 |        |
| Contrôle impossible (Anomalie de fonctionnement moteur) | Oui                 |        |
| Contrôle impossible (Panne d'essence si bifurcation) | Oui                 |        |
| Contrôle impossible (Défaut du système de refroidissement) | Oui                 |        |
| Contrôle impossible (Sortie d'échappement détériorée ou absence d'élément)                                                                                           | Oui                 |        |
| Contrôle impossible (Fuite importante à l'échappement) | Oui                 |        |
| Contrôle impossible (Fuite importante de carburant) | Oui                 |        |
| Contrôle impossible (Fuite d'huile importante au turbo) | Oui                 |        |
| Essai non réalisé dû à la conception ou à la localisation de la sortie d'échappement                                                                                 | Non                 |        |
| Opacité des fumées d'échappement |                     |        |
| Excessive ou mesures instables | Oui                 |        |
| Contrôle impossible (Anomalie de fonctionnement moteur) | Oui                 |        |
| Contrôle impossible (Niveau d'huile incorrect) | Oui                 |        |
| Contrôle impossible (Défaut du système de refroidissement) | Oui                 |        |
| Contrôle impossible (Sortie d'échappement détériorée ou absence d'élément)                                                                                           | Oui                 |        |
| Contrôle impossible (Fuite importante à l'échappement) | Oui                 |        |
| Contrôle impossible (Fuite importante de carburant) | Oui                 |        |
| Contrôle impossible (Fuite d'huile importante au turbo) | Oui                 |        |
| Essai non réalisé dû à la conception ou à la localisation de la sortie d'échappement                                                                                 | Non                 |        |
| Bruit moteur |                     |        |
| Excessif | Non                 |        |
| Dispositif de diagnostic embarqué (OBD) |                     |        |
| Témoin allumé | Oui                 |        |
| Anomalie de fonctionnement | Oui                 |        |
| Essai non réalisé | Non                 |        |
| Connexion sur véhicule détériorée | Non                 |        |
| Contrôle impossible | Non                 |        |

## Contrôle de la pollution
Le contrôle de la pollution est réalisé au moyen d'appareils étalonnés 2 fois par an. Ces appareils ne permettent pas de mesurer les émissions de CO2/km (base de calcul du bonus-malus écologique) mais mesurent le taux de CO (en %) pour les véhicules essence ou l'opacité des fumées des véhicules diesel. Les maximas concernant les émissions polluantes sont fonction de l'âge du véhicule (normes applicables à la date de mise en circulation) ou du mode de dépollution.
NB : les véhicules à essence d’avant octobre 1972 et Diesel d’avant 1980 sont exemptés de contrôle anti-pollution.
La limite applicable d’opacité est la valeur du coefficient d’absorption, présente dans la base de données OTC (base de données technique à disposition des contrôleurs).
En l’absence de valeur dans la base de données OTC. La valeur de coefficient d’absorption plaquée sur le véhicule est prise en compte.
En l’absence de valeur dans la base de données OTC et de valeur plaquée, le contrôle détermine la limite réglementaire applicable suivant les critères définis ci-dessous :
- Véhicule à moteur atmosphérique mis en circulation jusqu’au 30/06/2008 : 2,50 m-1

- Véhicule à moteur turbocompressé mis en circulation jusqu’au 30/06/2008 : 3,00 m-1

- Véhicule mis en circulation à compter du 01/07/2008 (hors Euro 6) : 1,50 m-1-

- Véhicule Euro 6 : 0,70 m-1

|                                                         | Avant le 1er octobre 1972 | Du 1er octobre 1972 au 30 septembre 1986 | Du 1er octobre 1986 au 31 décembre 1993 | Du 1er janvier 1994 au 31 décembre 1995                   | Du 1er janvier 1996 au 1er juillet 2002                   | Après 2002                                                 |
| ------------------------------------------------------- | ------------------------- | ---------------------------------------- | --------------------------------------- | --------------------------------------------------------- | --------------------------------------------------------- | ---------------------------------------------------------- |
| Pollution en mode non dépollué (pas de pot catalytique) | Pas de contrôle           | CO max = 4,5 %                           | CO max = 3,5 %                          | CO max = 3,5 %                                            | Obligation d'un pot catalytique                           | Obligation d'un pot catalytique                            |
| Pollution en mode dépollué (pot catalytique)            | Pas de contrôle           | CO max = 4,5 %                           | CO max = 3,5 %                          | CO ralenti = 0,5 % CO accéléré = 0,3 % 0,97≤ lambda≤ 1,03 | CO ralenti = 0,5 % CO accéléré = 0,3 % 0,97≤ lambda≤ 1,03 | CO ralenti = 0,3 % CO accéléré = 0,2 % 0,97≤ lambda ≤ 1,03 |

|                                                         | Avant le 01/10/1972 | À compter du 01/10/1972 jusqu'au 30/09/1986 inclus | À compter du 01/10/1986 jusqu'au 31/12/1996 inclus | À compter du 01/01/1997 jusqu'au 01/07/2002 inclus        | À compter du 02/07/2002                                    |
| ------------------------------------------------------- | ------------------- | -------------------------------------------------- | -------------------------------------------------- | --------------------------------------------------------- | ---------------------------------------------------------- |
| Pollution en mode non dépollué (pas de pot catalytique) | Pas de contrôle     | CO max = 4,5 %                                     | CO max = 3,5 %                                     |                                                           |                                                            |
| Pollution en mode dépollué (pot catalytique)            | Pas de contrôle     |                                                    |                                                    | CO ralenti = 0,5 % CO accéléré = 0,3 % 0,97≤ lambda≤ 1,03 | CO ralenti = 0,3 % CO accéléré = 0,2 % 0,97≤ lambda ≤ 1,03 |

|                            | Avant le 01/01/1980       | À compter du 01/01/1980 jusqu'au 30/06/2008 inclus | Après le 01/07/2008 |
| -------------------------- | ------------------------- | -------------------------------------------------- | ------------------- |
| Alimentation atmosphérique | Pas de contrôle pollution | 2,5 m-1                                            | 1,5 m-1             |
| Alimentation turbo         | Pas de contrôle pollution | 3 m-1                                              | 1,5 m-1             |

## Sanctions et risques en cas de défaut de contrôle
Pour un véhicule de plus de 4 ans, le fait de rouler sans contrôle technique valide (date de validité du contrôle périodique dépassée, délai de contre-visite (2 mois) dépassé, date de validité de la visite complémentaire dépassée) expose le propriétaire à une amende de 135 €. Le véhicule peut également être immobilisé (rétention du certificat d'immatriculation, fiche de circulation provisoire imposant de réaliser un contrôle et les réparations si nécessaire sous 7 jours) voire mis en fourrière.
Les informations relatives au contrôle sont intégrées depuis 2010 dans le système d'immatriculation des véhicules (SIV), fichier national consultable par les forces de l'ordre ce qui facilite les vérifications.
Néanmoins, la présentation de l'original du procès-verbal prévaut en tant que preuve de la réalisation, ou à défaut :
- soit le certificat d'immatriculation complété du timbre certificat d'immatriculation ou de la date limite de validité du visa ;
- soit une attestation délivrée par l'installation de contrôle ayant effectué le contrôle technique complémentaire ou par le réseau dans le cadre d'un centre rattaché à un réseau, et reprenant au moins l'identification de l'installation de contrôle qui a effectué le contrôle technique, le numéro d'immatriculation du véhicule, son numéro dans la série du type ou Vehicle Identification Number (VIN), ainsi que les informations figurant sur le timbre certificat d'immatriculation[21].

Enfin, la visite technique d'un véhicule n'exonère pas son propriétaire de l'obligation de maintenir le véhicule en bon état de marche et en état satisfaisant d'entretien conformément aux dispositions du code de la route et des textes pris pour son application.
À compter du 20 mai 2018, plusieurs mesures viennent renforcer le contrôle technique, passant notamment le nombre de points à vérifier de 123 à 133.